# Karl Pfizer
Karl Pfizer, později známý pod jménem Charles Pfizer (22. března 1824, Ludwigsburg – 19. října 1906, Newport) byl německý chemik, který emigroval do USA, kde v roce 1849 založil farmaceutickou společnost Pfizer Inc.

## Život
Karl byl pátým dítětem cukrářského mistra. Na počátku čtyřicátých let devatenáctého století emigroval jako lékárnický učeň do USA, kde poté v roce 1849 založil společně se svým bratrancem Charlesem Erhartem ve Williamsburgu v Brooklynu farmaceutickou společnost Pfizer.
Karl Pfizer a Charles Erhart si vypůjčili zhruba 2 500 dolarů od Pfizerova otce a koupili si malou budovu na Bartlett Street ve Williamsburgu. Tam produkovali chemikálii santonin proti parazitickým škrkavkám. Následně rozšířili své portfolio o další produkty, jako například jodidovanou sůl. Již roku 1857 jim byly stávající prostory příliš malé, a proto se rozhodli přestěhovat do nové kanceláře v centru Manhattanu. O jedenáct let později byla hlavní kancelář přemístěna na Maiden Lane 81, která se nachází blízko Wall Street. Zde byl také instalován v roce 1878 první telefon ve městě.
Do roku 1860 produkovala firma hlavně borax a kyselinu boritou a stala se tak prvním důležitým producentem těchto sloučenin ve Spojených státech amerických. Během Americké občanské války jí umožnilo clo proti importovanému vinnému kameni zahájit lokální produkci této chemikálie. Firma dodávala také kyselinou vinnou, která se používala na zranění unijních vojáků.
Pfizer pobýval často i v Evropě, kde dojednával obchody s dodavateli surovin. Při svých cestách poznal svou manželku Annu Hausch, kterou si vzal roku 1859 v Ludwigsburgu. Společně měli pět dětí, přičemž dva synové (Charles junior a Emile) převzali vedení firmy.